# Azerbejdżan na Mistrzostwach Świata w Lekkoatletyce 2023
Azerbejdżan na Mistrzostwach Świata w Lekkoatletyce 2023 – reprezentacja Azerbejdżanu podczas mistrzostw świata w Budapeszcie liczyła dwóch zawodników.

## Skład reprezentacji

### Mężczyźni
| Zawodnik       | Konkurencja | Kwalifikacje | Kwalifikacje | Finał | Finał   | Źródło      |
| Zawodnik       | Konkurencja | Wynik        | Pozycja      | Wynik | Pozycja | Źródło      |
| -------------- | ----------- | ------------ | ------------ | ----- | ------- | ----------- |
| Alexis Copello | trójskok    | NM           | NM           | NQ    | NQ      | [ 1 ] [ 2 ] |

### Kobiety
| Zawodniczka  | Konkurencja | Kwalifikacje | Kwalifikacje | Finał | Finał   | Źródło            |
| Zawodniczka  | Konkurencja | Wynik        | Pozycja      | Wynik | Pozycja | Źródło            |
| ------------ | ----------- | ------------ | ------------ | ----- | ------- | ----------------- |
| Hanna Skydan | rzut młotem | 77,10        | 1. Q         | 74,18 | 4.      | [ 3 ] [ 4 ] [ 5 ] |